# Asplenium andapense
Asplenium andapense là một loài dương xỉ trong họ Aspleniaceae. Loài này được Tardieu mô tả khoa học đầu tiên năm 1955.